# المروه (بيشة)
المرّوه هي إحدى قُرى محافظة بيشة في الجنوب الغربي وتتبع منطقة عسير في المملكة العربية السعودية.

## الموقع
تقع قرية المروه جنوب غرب بيشة، تبعد عن محافظة بيشة 25 كيلومترا تقريبًا، تقع بالقرب من قريتي المدراء، والحيفة، وهي أحد قرى سد الملك فهد بن عبد العزيز مثل الحيفة، وواعر، وعرمان، وسحام.

## المرافق
يوجد في قرية المروه مدرستين ابتدائية للبنين والبنات، وروضة لرياض الأطفال، ومحطة محروقات تسمي محطة محمد عمر مشاري للمحروقات.